# Rollo & King
Rollo & King var en dansk poprock-duo bestående af de tidligere skolelærere; Søren Poppe og nuværende Stefan Teilmann Laub Nielsen. Flere af duoens sange er indspillet med sangerinden Signe Svendsen.
Rollo & King havde deres debut i 2000 med sangen "Ved du hvad hun sagde?", der blev et stort hit samme år. Oprindeligt var det meningen at skuespilleren Paprika Steen skulle have sunget linjen "tag bukserne af", men hun takkede nej, og valget faldt i stedet på Signe Svendsen.
De udgav senere samme år debutalbummet Midt i en løbetid, der dog modtog meget dårlige anmeldelser. Albummet solgte 130.000 eksemplarer.
Året efter vandt Rollo & King med Signe Svendsen Dansk Melodi Grand Prix med sangen "Der står et billede af dig på mit bord". Til Eurovision Song Contest afholdt i Parken blev sangen, der nu havde fået titlen "Never Ever Let You Go ", nummer to efter Estland. De udgav også deres andet album Det nye kuld dette år.
Rollo & King gik fra hinanden i 2002, hvorefter både Søren Poppe, Stefan Nielsen og Signe Svendsen udgav soloalbummer.

## Diskografi

### Album
- Midt i en løbetid (2000)
- Det nye kuld (2001)

### Udvalgte singler
- "Ved du hvad hun sagde?" (2000) Tjeklisten #1[4]
- "Der står et billede af dig på mit bord" (2001) Tracklisten #1[5] og Tjeklisten #1[6]
- "Never ever let you go" (2001) Tracklisten #3[7]